# Musée d'Art contemporain Astrup-Fearnley
Le musée d'art contemporain Astrup Fearnley (en norvégien : Astrup Fearnley Museet for Moderne Kunst) est un musée privé d'art contemporain situé à Oslo, en Norvège, fondé et ouvert au public en 1993 et installé depuis 2012 dans un nouveau bâtiment dû à Renzo Piano.
Financé par la fondation Astrup Fearnley, le musée a acquis depuis sa création en 1993 une solide réputation dans le paysage institutionnel. Parmi les grands artistes représentés dans la collection permanente, on compte notamment Andy Warhol, Jeff Koons, Damien Hirst, Matthew Barney et Olivier Debré. Accueille également des collections temporaires d'artistes contemporains.
Le musée est dirigé depuis 2001 par Gunnar B. Kvaran, ancien directeur du musée d'art de Reykjavik (Islande).